# Pagai del sud
Pagai del sud (in indonesiano Pagai Selatan) è un'isola dell'Indonesia occidentale, appartenente all'arcipelago delle isole Mentawai localizzate a 150 km ad ovest di Sumatra e separate da questa dallo stretto delle Mentawai. Buona parte dell'isola è coperta da foresta pluviale.
L'isola è la più meridionale tra le quattro maggiori dell'arcipelago ed è separata da uno stretto da Pagai del nord. Appartiene alla provincia di Sumatra Occidentale.
L'isola fu investita nel 2004 dal potente tsunami che devastò il sud-est asiatico.